# Sylvisorex ollula
Sylvisorex ollula är en däggdjursart som beskrevs av Thomas 1913. Sylvisorex ollula ingår i släktet Sylvisorex och familjen näbbmöss. IUCN kategoriserar arten globalt som livskraftig. Inga underarter finns listade i Catalogue of Life.
Arten förekommer i centrala Afrika från östra Nigeria till centrala Kongo-Kinshasa. Den lever i kulliga områden mellan 300 och 700 meter över havet. Ett fynd från en bergstrakt vid 2800 meter över havet är troligen en annan art som hittills saknar beskrivning. Habitatet utgörs av fuktiga skogar.